# 1915 في أستراليا
فيما يلي قوائم الأحداث التي وقعت خلال عام 1915 في أستراليا.

## سياسة

### تعيين في المنصب
- 27 أكتوبر – بيلي هيوز رئيس وزراء أستراليا.

### انتهاء فترة المنصب
- 26 أكتوبر – أندرو فيشر أمين صندوق أستراليا [الإنجليزية]‏، عضو مجلس النواب الأسترالي،رئيس وزراء أستراليا.

## رياضة
- 1 يناير – البطولات الأسترالاسية 1915

## مواليد

### مايو
- 31 مايو – جوديث رايت